# مزاحم نشو
مزاحم نشو (انگلیسی: Do Not Disturb) فیلمی در ژانر کمدی رمانتیک و کمدی به کارگردانی رالف لوی و جرج مارشال است که در سال ۱۹۶۵ منتشر شد. از بازیگران آن می‌توان به دوریس دی، راد تیلور، هرمیون بادلی، سرجیو فانتونی و لئون آسکین اشاره کرد.

## خلاصه فیلم
زوج آمریکایی «جنت» و «مایک» برای کسب و کار به انگلستان می‌روند. در آنجا جنت به مایک مشکوک می‌شود و تصور می‌کند او با منشی جذابش رابطه دارد…